# 대천역
대천역(Daecheon station, 大川驛)은 충청남도 보령시 내항동에 위치한 장항선의 철도역이다.  역무실에서 한국철도 100주년 기념 스탬프를 날인할 수 있다.

## 역명 유래
보령시 동 지역(옛 대천읍)을 가리키는 말이다. 보령군의 중심지가 전통적인 중심지였던 주포면 지역에서 대천면(현재 보령시의 동 지역)으로 옮겨지면서 대천은 보령군의 중심지 역할을 하다가 1963년 대천읍으로 승격되고 1986년에는 보령군에서 분리되어 대천시로 승격된 적 있다. 1995년에 보령군과 대천시가 통합되어 도농복합시 형태의 보령시가 만들어지고 대천 지역이 보령시의 중심지 역할을 하면서 점차 대천이라는 지명이 퇴색되는 경향이 있으나 여전히 구 대천읍 지역은 대천이라는 지명으로 불리고 있다. 1999년에 구 대천시 지역의 행정동 명칭을 대천1,2,3,4,5동으로 통일한 바 있다.

## 역사
- 1929년 12월 1일 : 보령군 대천면 대천리 340-2에서 보통역으로 영업 개시[1]
- 1964년 12월 8일 : 구 역사 신축 준공
- 1973년 3월 13일 : 사무관역으로 승격
- 1984년 7월 16일 : 역사 증축
- 1998년 12월 1일 : 장항선 전구간 비둘기호 운행중단
- 2004년 4월 1일 : 장항선 통일호 운행중단
- 2006년 5월 1일 : 소화물취급 중지
- 2006년 11월 15일 : 화물 취급 중지[2]
- 2007년 12월 21일 : 장항선 이설과 함께 신 역사로 이전
- 2008년 2월 1일 : 코레일 대전충남본부 관리역으로 지정
- 2015년 2월 5일 : 서해금빛열차(WEST GOLD TRAIN) 운행 개시

## 역 구조
승강장은 2면 4선의 쌍섬식 승강장 구조로 이루어져 있다.

### 승강장
| ↑ 청소          |
| ４３ \| ２１ \| |
| 웅천 ↓          |

| 1 | 장항선 | 새마을호·무궁화호·서해금빛열차 | 사용하지 않음            |
| 2 | 장항선 | 새마을호·무궁화호·서해금빛열차 | 서천·장항·군산·익산 방면 |
| 3 | 장항선 | 새마을호·무궁화호·서해금빛열차 | 홍성·천안·수원·용산 방면 |
| 4 | 장항선 | 새마을호·무궁화호·서해금빛열차 | 사용하지 않음            |

## 역 주변
- 보령시외버스터미널
- 이마트

## 대천천 철교
노선 개량 이전의 대천역 인근 보령시 대천동과 궁촌동 사이에는 대천천을 가로지르는 철교가 설치되어 있다. 연장은 202m로 장항선이 1929년에 개통 한 이래 줄곧 사용되어 왔으며, 노선 개량으로 폐선된 이후에는 이 시설물 역시 구 폐선로와 함께 철거 될 예정이었다. 그러나 한국철도시설공단이 생태계보전협력금 8억원을 환경부로부터 반환받아 이 자금을 토대로 대천천 철교 인근에 자연환경복원사업을 추진하기로 하였고, 철교를 보행자 통로로 전환하여 이 곳에 생태관찰로와 조류관찰망원경, 어류 관찰소 등을 설치하는 공사를 2009년 1월부터 12월까지 진행하였다. 보행자 통로로 전환하는 사례는 이전에도 소래철교의 경우도 있었지만, 본격적으로 생태계 복원사업을 목적으로 보행자 통로로 전환하는 경우는 대천천 철교가 처음이었다. 같은 해 12월 24일에 준공되었으며, 시설물은 보령시에 기증하였다.

## 인접한 역
| 장항선         | 장항선          | 장항선         |
| -------------- | --------------- | -------------- |
| 광천 용산 방면 | 새마을호 장항선 | 웅천 익산 방면 |
| 청소 용산 방면 | 무궁화호 장항선 | 웅천 익산 방면 |
| 광천 용산 방면 | 서해금빛열차    | 장항 익산 방면 |